# Thesium masukense
Thesium masukense är en sandelträdsväxtart som beskrevs av Arthur William Hill. Thesium masukense ingår i släktet spindelörter, och familjen sandelträdsväxter. Inga underarter finns listade i Catalogue of Life.